# ナポリ統連合軍司令部

ナポリ統連合軍司令部（ナポリとうれんごうぐんしれいぶ、英語：Allied Joint Force Command Naples、略称：JFC-Naples）は、北大西洋条約機構の軍事部門の地中海戦域を担当する統連合軍司令部。イタリア・ナポリに司令部施設が所在している。1951年に編成された南部欧州連合軍（AFSOUTH）を母体に、2004年3月15日にNATOの組織改編に伴い改編され、地中海戦域のNATO構成国軍を統括する為に稼動する。
連合陸軍（スペイン、マドリード）、連合海軍（イタリア、ナポリ）、連合空軍（トルコ、イズミル）を従えている。他の作戦連合軍にはリスボン統連合軍司令部、ブルンスム統連合軍司令部などがある。

## 概要
当初、南部欧州連合軍は地中海戦域における2つある主要指揮命令系統のうちの一つで、他には地中海海域における海軍作戦に責任を持つ地中海連合軍がマルタに置かれていた。
1951年6月19日にアメリカ海軍のロバート・カーニー海軍大将が南部欧州連合軍司令官に着任する。地中海連合軍は1953年まで稼動しなかった。遅延の原因は米英両国間での指揮権をめぐる問題にあり、これはスエズ運河を経由して地中海に至る伝統的な海上交通路（シーレーン）の保持をイギリスが望んだ点にある。
イギリス海軍地中海艦隊の縮減とフランスの軍事機構からの脱退問題は司令部組織の再編成の必要性を強いた。1967年6月5日に地中海連合軍は解散され、ナポリに司令部施設を移設し全ての機能は南部欧州連合軍に移管された。南部欧州連合軍司令長官にはアメリカ海軍将官が常に就任しており、またアメリカ海軍在欧州海軍部隊司令官を兼務していた。
1992年から南部欧州連合軍はバルカン半島の諸紛争に介入してゆく。最初は国際連合主導の武器禁輸措置に伴う海上作戦であるマリタイム・モニター作戦が1992年7月がら開始された。さらに西欧同盟の枠組みでシャープ・ガード作戦（en:Operation Sharp Guard）が1993年7月から開始される。イタリアに所在していた司令部からはデニー・フライト作戦（en:Operation Deny Flight）の監督をしていた。1995年12月からボスニア・ヘルツェゴビナにて和平履行部隊および平和安定化部隊を展開させた。1999年にはイギリス陸軍のマイク・ジャクソン陸軍中将（en:General Sir Mike Jackson）指揮下で連合緊急対応軍団に司令部機能を置くコソボ治安維持部隊を展開させる。
2004年に南部欧州連合軍はナポリ連合統合司令部に改編された。
2009年時点において、ナポリ統連合軍は欧州連合軍最高司令部の下、リスボン統連合軍司令部とブルンスム統連合軍司令部と共に3つからなる主要構成部門として運用されている。
2011年3月19日、国際連合安全保障理事会決議1973に基づきアメリカ軍主導によるオデッセイの夜明け作戦が発動され、同作戦の支援をする。3月24日にはアメリカ軍から作戦指揮権の移譲を受けてリビア飛行禁止空域でのNATO主導の各種規制任務であるユニファイド・プロテクター作戦の戦術級指揮を担当する。

## 下位組織
南部欧州連合軍の組織を改編して逐次更新されている。この過程で新旧の司令部組織が混成していたが、現状では以下のようになっている。
- イズミル連合空軍部隊司令部（CC - AIR Izmir）
- ナポリ連合海軍部隊司令部（CC - MAR Naples）
- マドリード連合陸軍部隊司令部（CC - LAND Madrid）

## ナポリ統連合軍司令官
2004年の改編以前は、アメリカ海軍在欧州海軍部隊司令官が南部欧州連合軍司令官を兼務していた。2004年の改編後も、現在に至るまでこの慣例を事実上引き継ぐような形で、アメリカ海軍在欧州海軍部隊司令官（現在ではさらに在アフリカ海軍部隊司令官も兼ねる）がナポリ連合統合軍司令官を兼務している。
| 代 | 氏名・階級                                               | 所属軍       | 在任期間               |
| -- | -------------------------------------------------------- | ------------ | ---------------------- |
| 1  | グレゴリー・G・ジョンソン海軍大将 en:Gregory G. Johnson  | アメリカ海軍 | 2001 - 2004.10.8       |
| 2  | マイケル・マレン海軍大将                                 | アメリカ海軍 | 2004.10.8 - 2005.5.23  |
| 3  | ヘンリー・ウルリヒ3世海軍大将 en:Henry G. Ulrich III     | アメリカ海軍 | 2005.5.23 - 2007.11.30 |
| 4  | マーク・フィッツジェラルド海軍大将 en:Mark P. Fitzgerald | アメリカ海軍 | 2007.11.30 - 2010.10.6 |
| 5  | サミュエル・ロックリア海軍大将 en:Samuel J. Locklear     | アメリカ海軍 | 2010.10.6 - 2012.2.24  |
| 6  | ブルース・クリンガン海軍大将 en:Bruce W. Clingan         | アメリカ海軍 | 2012.2.24 -            |